# Cynoglottis barrelieri
Cynoglottis barrelieri es una especie de planta ornamental perteneciente a la familia Boraginaceae. Se distribuye desde el oeste de Asia hasta el sur de Europa.

## Taxonomía
Cynoglottis barrelieri fue descrita por (All.) Vural & Kit Tan  y publicado en Notes Roy. Bot. Gard. Edinburgh 41(1): 71. 1983
Sinonimia
- Anchusa barrelieri (All.) Vitman
- Anchusa coronensis Schur
- Anchusa obtusa (Waldst. & Kit.) Schloss. & Vuk.
- Buglossum barrellieri All.
- Myosotis barrelieri Besser ex Steud.
- Myosotis obtusa Waldst. & Kit.[5]